# 에노모토 아키
에노모토 아키(榎本 秋, 1977년 11월 1일 - )는 일본의 문예평론가이다. 도쿄도 출신. 니쇼가쿠샤 대학 중퇴. 어뮤즈먼트 미디어 종합학원 도쿄 교 게임 기획 디렉터학과 졸업.
1999년부터 웹 플래닝, 게임 기획에 참여했다. 자유 기고가·서점 일을 하다가 2004년 초에 일어난 라이트 노벨 붐으로 비평가로 대두한다.

## 작품 목록
- 라이트 노벨 데이터 북(ライトノベル・データブック, 잣소샤(雑草社), 2005년 1월) ISBN 4921040087
- 빠른 이해! 라이트 노벨 판타지(はやわかり!!ライトノベルファンタジー, 쇼가쿠칸, 2006년 8월) ISBN 4091063136
- 철저도해 삼국지(徹底図解　三国志, 신세이 출판사(新星出版社))
- 철저도해 전국시대(徹底図解　戦国時代, 신세이 출판사)
- 철저도해 손자병법(徹底図解　孫子の兵法, 신세이 출판사)
- 철저도해 고지키·니혼쇼키(徹底図解　古事記・日本書紀, 신세이 출판사)
- 철저도해 오쿠보(徹底図解　大奥, 신세이 출판사)
- 철저도해 아스카·나라(徹底図解　飛鳥・奈良, 신세이 출판사)
- 철저도해 사카모토 류마(徹底図解　坂本龍馬, 신세이 출판사)
- 전국군사입문(戦国軍師入門, 겐토샤 신서(幻冬舎新書), 2007년 3월) ISBN 4344980263
- 가공전국기를 읽다(架空戦国記を読む, 산사이 북스(三才ブックス), 2008년 2월) ISBN 4861991269
- 라이트 노벨을 쓰고 싶은 사람의 책(ライトノベルを書きたい人の本, 成美堂出版, 2008년 9월) ISBN 4415303870
- 라이트 노벨 문학론(ライトノベル文学論, NTT 출판(エヌ・ティ・ティ出版), 2008년 10월) ISBN 4757141998
- 나오에 가네츠구 무서운 참모(直江兼続　恐るべき参謀, 주케이 출판(中経出版), 2008년 12월) ISBN 4806132209
- 오타쿠에 대해 웃길 정도로 아는 책(オタクのことが面白いほど分かる本, 주케이 출판, 2009년 5월) ISBN 4806133582
- 라이트 노벨을 쓰자!(ライトノベルを書こう!, 타카라지마샤(宝島社, 2009년 7월) ISBN 4796672052
- 10대 전국 다이묘의 실력 〈가문〉에서 해독하는 그 진가(10大戦国大名の実力　「家」から読み解くその真価, 소프트뱅크 크리에이티브, 2009년 9월) ISBN 4797355859
- 라이트 노벨 최강! 북 가이드(ライトノベル最強!ブックガイド, NTT 출판, 2009년 11월) ISBN 4757142315
- 시대소설 최강! 북 가이드(時代小説最強!ブックガイド, NTT 출판, 2009년 12월) ISBN 4757142358